# SS.11

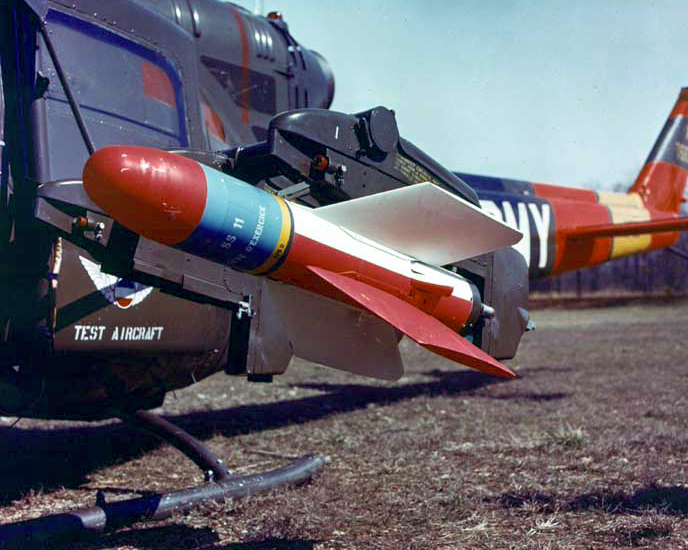
SS.11 em um helicóptero dos EUA

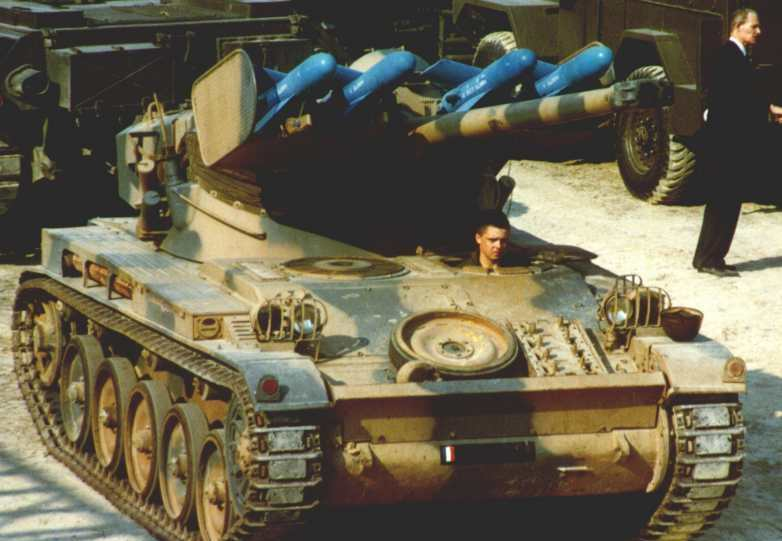
SS.11 em uma versão do tanque francês AMX-13

SS.11 é a designação de um míssil guiado antitanque da Nord Aviation. No serviço americano, o míssil foi designado como AGM-22. O míssil entrou em serviço com o Exército Francês em 1956. A produção da série SS.11/SS.12 cessou no anos 1980s; em 1978, 168 450 mísseis já haviam sido produzidos. O preço do SS.11 no fim dos anos 1960 foi estimado em cerca de 1 900 dólares americanos.

## Operadores
| - Abu Dhabi - Argentina - Bahrain - Bélgica - Brasil - Brunei - Canadá - Dinamarca - Ethiopia - Finlândia - SS 11 B 1, conhecido como "Rannikko-ohjus 63", ou "RO-63". - França - Alemanha - Grécia - Índia - Iraque - Israel - Itália - Ivory Coast | - Líbano - Líbia - Malaysia - Países Baixos - Noruega - Peru - Portugal - Arábia Saudita - Senegal - Síria - África do Sul - Espanha - Suécia - Switzerland - Tunísia - Reino Unido - Uganda - Estados Unidos - Venezuela |